# Ngữ tộc Tạng-Miến
Ngữ tộc Tạng-Miến là một thuật ngữ để chỉ những ngôn ngữ phi Hán thuộc ngữ hệ Hán-Tạng, với hơn 400 ngôn ngữ được nói tại vùng cao Đông Nam Á cũng như những phần nhất định của Đông Á và Nam Á.
Tên của ngữ tộc được ghép từ tên hai nhóm ngôn ngữ phổ biến nhất, đó là tiếng Miến Điện (hơn 32 triệu người nói) và nhóm ngôn ngữ Tạng (hơn 8 triệu).
Những ngôn ngữ này có nền văn học đồ sộ, khởi đầu từ thế kỷ XII (tiếng Miến Điện) và thế kỷ VII (nhóm Tạng).
Đa số các thứ tiếng khác thuộc ngữ hệ này ít được nói hơn nhiều, và nhiều trong số chúng chưa được nghiên cứu chi tiết.
Một số phân loại chia hệ Hán-Tạng ra thành nhánh Hán và nhánh Tạng-Miến (như Benedict và Matisoff). Tuy nhiên, những học giả khác cho rằng Tạng-Miến là một nhóm đa ngành. Van Driem cho rằng ngữ hệ Hán-Tạng nên được gọi là "Tạng-Miến", nhưng cách gọi này không được chấp nhận rộng rãi. Một số người khác thì loại trừ hoàn toàn mối quan hệ với nhóm Hán, ví dụ như Beckwith, Miller.
Ngôn ngữ Tạng-Miến lâu đời nhất được ghi nhận là tiếng Bạch Lang tồn tại vào thế kỷ III, xuất hiện trong Hậu Hán thư, với phần từ vựng của một ngôn ngữ Lô Lô-Miến nhưng cấu trúc câu trong sách đã bị chuyển đổi cho giống tiếng Trung Quốc.